# Galassia Nana dell'Aquario
La Galassia Nana dell'Acquario (AqrDIG) è una galassia nana irregolare situata nell'omonima costellazione alla distanza di circa 7 milioni di anni luce dalla Terra. Catalogata nel 1959 nel catalogo DDO (David Dunlap Observatory), fu poi descritta nel 1966 da Sidney van den Bergh.
La galassia mostra un blueshift, cioè è in avvicinamento verso la Via Lattea alla velocità di 137 km/s. Rispetto ad altre galassie simili la Nana dell'Aquario risulta di più debole luminosità. Il diametro è stimato in circa 5.000 anni luce.
Anche se sussistono ancora alcuni dubbi, viene solitamente considerata un membro del Gruppo Locale e comunque si trova in una zona periferica.
In questa galassia sono state scoperte stelle del tipo variabili RR Lyrae, il che suggerisce l'esistenza di astri di età superiore a 10 miliardi di anni, anche se la maggior parte delle stelle presenti è molto più giovane con un'età media di circa 6,8 miliardi di anni. Dal momento che nell'ambito del Gruppo Locale solo la Galassia Leo A possiede stelle con età media più bassa, si ipotizza una formazione stellare più recente possa essere associata all'isolamento in cui si è trovata questa galassia nel corso della sua esistenza.